# Улица Радио (Москва)
У́лица Ра́дио (до 1929 года — Вознесе́нская у́лица) — улица в бывшей Немецкой слободе, нынешнем Басманном районе Москвы. Начинается от Токмакова переулка, оканчивается у Лефортовского моста и Лефортовской набережной. В советское время — научный центр авиапромышленности, здесь располагались ЦАГИ, ВИАМ и КБ Туполева. К улице Радио примыкают с нечётной стороны Доброслободская улица, Большой Демидовский переулок, Бауманская улица, 2-я Бауманская улица; с чётной стороны — улица Казакова, Елизаветинский переулок.

## Происхождение названия
Получила название 13 декабря 1929 года по первой радиовещательной станции в СССР — Радиостанции имени Коминтерна, открывшей вещание в 1922 году и находившейся неподалёку в Елизаветинском переулке. Ранее носила название Вознесенская улица, по Храму Вознесения на Гороховом поле.

## История
Топоним Горохово поле известен с 1718 года. В XVII веке здесь процветала Немецкая слобода, а с 1718 обосновался канцлер Г. И. Головкин. Незадолго до своей смерти Головкин освятил каменную Вознесенскую церковь при своём доме; впоследствии она была домовой церковью А. Г. Разумовского, а с 1773 стала приходской. Существующий Вознесенский храм, редкий образец раннего московского классицизма, строил в 1788—1793 М. Ф. Казаков. Храм был закрыт в 1935—1993 гг.
В 1918—1932 квартал между улицей Радио, Большим Демидовским и Новокирочным переулками занимал Центральный аэрогидродинамический институт. В ЦАГИ действовала первая в Москве аэродинамическая труба. Отделившаяся в 1932 году от ЦАГИ в отдельную организацию лаборатория авиационных материалов переросла во Всероссийский институт авиационных материалов (ВИАМ). После расширения ЦАГИ и появления подразделений в городе Жуковский, на этой территории располагается одновременно два института: Всероссийский институт авиационных материалов и Центральный аэрогидродинамический институт; в наши дни один из корпусов ЦАГИ на углу Бауманской улицы был передан реставрационному центру имени И. Э. Грабаря, в котором 15 июля 2010 года произошёл крупный пожар. Запечатлеть пожар успели сотрудники Российского нового университета РосНОУ.

## Примечательные здания
По нечётной стороне:

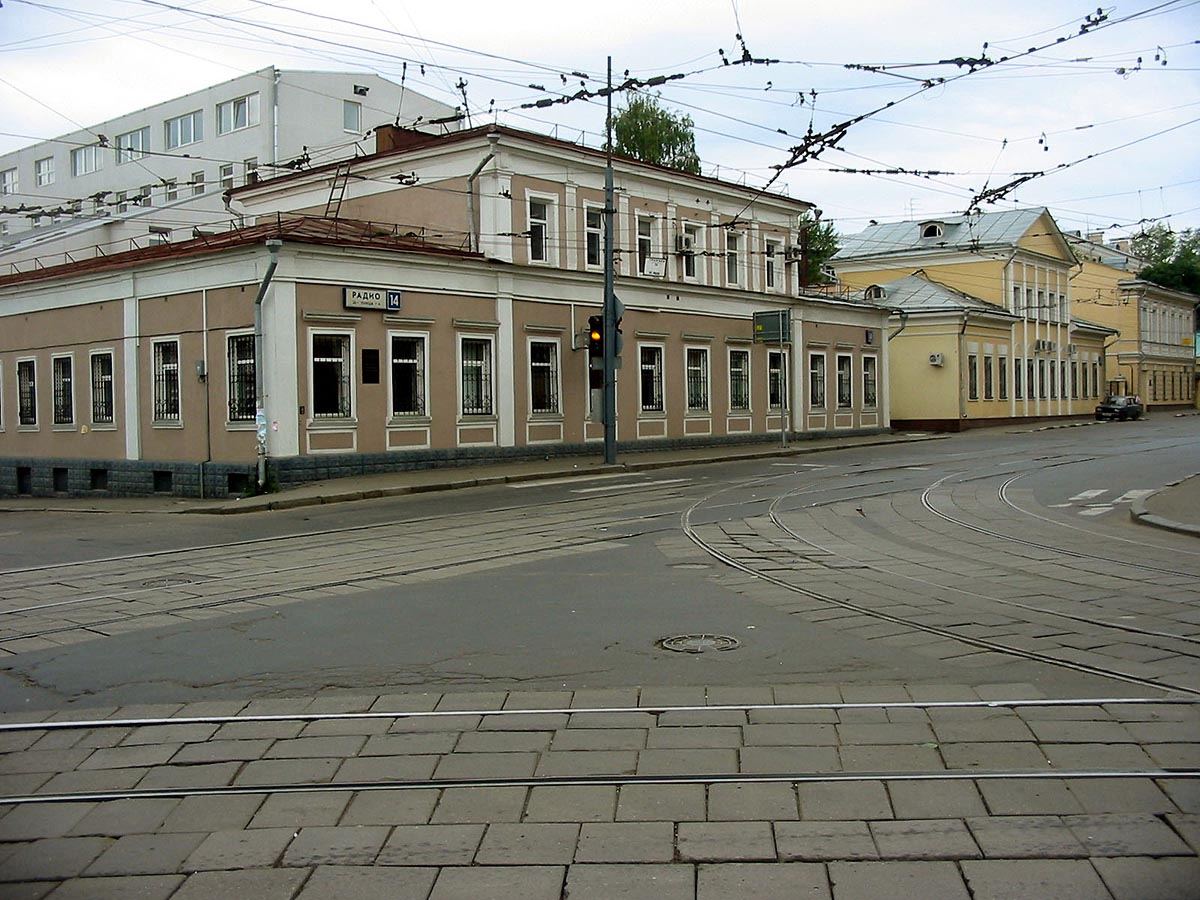
Вид южной, чётной стороны улицы Радио с Бауманской улицы

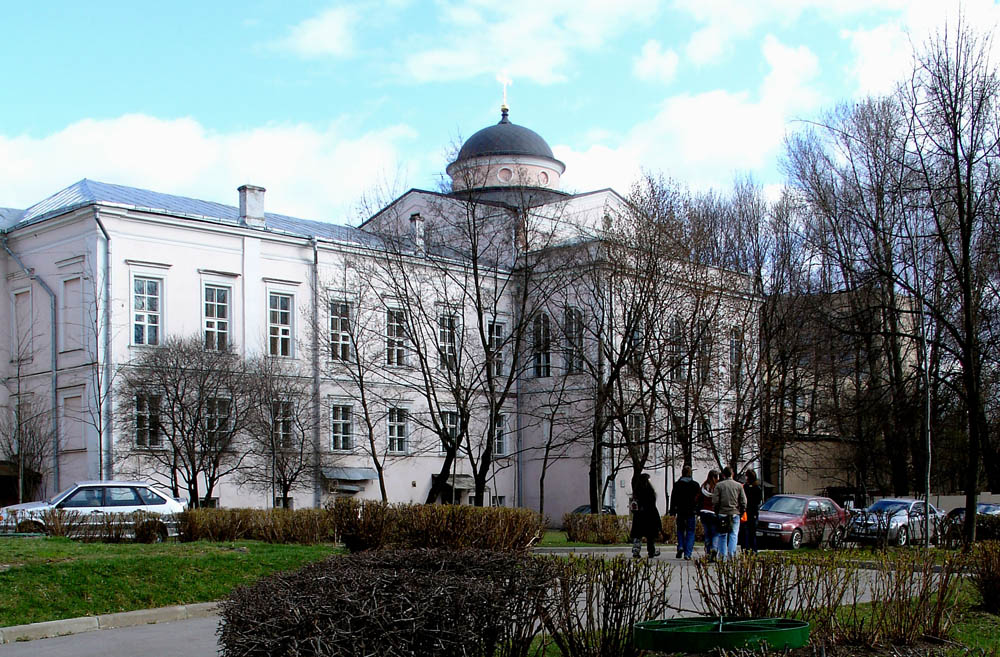
Елизаветинский институт

- № 9 — одноэтажный флигель начала XIX века, перестроен в 1880-е гг. арх. П. А. Дриттенрейс
- № 11, стр. 1, 2, 3,4, 5,  памятник архитектуры (региональный) — городская усадьба П. А. Дриттенпрейса — А. Л.Любушина начала XIX века, перестроена в 1880-е и 1890-е гг. арх. П. А. Дриттенпрейс. Дом 11 с.1 - Главный дом, 11 с. 2 - флигель (1850 г., 1887 г.). Строения 4 и 5 — двухэтажный корпус клиники с одноэтажной пристройкой для врача-психиатра А. Л. Любушина (1909) — на месте старых хозяйственных построек усадьбы по проекту В. П. Дриттенпрейса[3].
- № 13 — Здание постройки 1889 года, в котором размещался механический завод А. К. Дангауэра и В. В. Кайзера
- № 15/24 — флигели Елизаветинского института, 1727
- № 17 — комплекс зданий ЦАГИ (1924—1928, архитекторы А. В. Кузнецов, И. С. Николаев, Г. Я. Мовчан, В. Я. Мовчан, Б. В. Гладков, А. С. Фисенко, инженер Г. Г. Карлсен, Л. Н. Мейльман и др.), ныне принадлежащий ВИАМ и МАГИ (филиал ЦАГИ). До 1925 года на месте нынешнего комплекса зданий ЦАГИ (в 1920—1930-е годы это корпуса АГОС (Авиация, Гидроавиация и Опытное строительство) и Гидроканала) на углу Немецкой и Вознесенской улиц находился трактир «Раёк»[4]. В глубине квартала от Бауманской улицы, её чётная сторона, на участке между улицей Радио и Новокирочным переулком в XVII—XX веках находился комплекс зданий Евангелическо-лютеранской церкви Святого Михаила, кирхи, от которой получил своё название современный Новокирочный переулок. Церковь была снесена в 1928 году.
  - № 17 корп. 5 — бывший особняк купца Михайлова на Вознесенской улице, с 1956 года научно-мемориальный Музей Н. Е. Жуковского. Перед зданием установлен памятник-бюст Н. Е. Жуковскому (1958, скульптор Г. В. Нерода)[1]
  - № 17, корп. 6,  памятник архитектуры (региональный) — Всероссийский художественный научно-реставрационный центр имени И. Э. Грабаря
- № 23/9 — комплекс зданий ЦНИИ чёрной металлургии им. И. П. Бардина (ГНЦ ФГУП «ЦНИИчермет им. И. П. Бардина»)

По чётной стороне:
- № 2,  памятник архитектуры (федеральный) — Храм Вознесения на Гороховом поле, 1790—1793, арх. М. Ф. Казаков
- № 6/4 — Театрально-художественный колледж № 60. До 1917 года по этому адресу находилась богадельня Вознесенского храма. До середины 1980-х годов в доме располагалось Техническое училище № 38, затем  — анимационная студия «Аргус» и анимационное училище[5].
- № 10,   памятник архитектуры (федеральный) — б. Елизаветинский институт, усадьба Демидовых, XVIII—XIX веков. В основе постройки XVIII века Д. В. Ухтомского и В. И. Баженова. Главный дом обрёл современный вид в 1890-х гг. В 1905 году к флигелю осуществлена пристройка по проекту гражданского инженера В. А. Властова. С 1931 года — Московский областной педагогический институт, современный Московский государственный областной университет
- д.10, стр. 1. Жилой флигель усадьбы Демидова
- д.10, стр. 2а. Кухонный и людской флигель усадьбы Демидова
- № 12, 16, 20 — одно-двухэтажная историческая застройка
- № 14 — Всероссийский научно-исследовательский институт органического синтеза (ВНИИОС)
- № 22 — Российский новый университет
- № 22-24 — Здание Конструкторского отдела ЦАГИ, построено в 1932—1935 годах по проекту А. В. Кузнецова и В. А. Веснина. Выполнено в стиле позднего конструктивизма в каркасных конструкциях, с огромным цилиндрическим элементом[6]. В 1939—1941 годах в здании располагалось ЦКБ-29 («Туполевская шарага»). Здание имеет статус выявленного   объекта культурного наследия[7].

Нумерация чётной стороны улицы Радио запутана тем, что дома по безымянному проезду, продолжающему Бауманскую улицу к югу, вдоль бывших туполевских корпусов (бывшая Салтыковская улица) — также приписаны к улице Радио (под № 14 и 17). Эта малопримечательная двухэтажная застройка XIX века в наше время «реконструируется».

## Транспорт
- Станция метро  Бауманская
- Трамваи Б, 24, 37, 45, 50
- Автобус т24